# حصن رأس الحد
حصن رأس الحد أحد حصون سلطنة عمان. يتحكم هذا الحصن في أراض ساحلية رملية صغيرة تشكل الركن الشرقي الأقصى من شبة الجزيرة العربية التي تعتبر كموقع استيطان ومستقر بري لقدماء البحار في وقت مبكر من التاريخ. فإن أرض الرأس تمثل مركزاً لنشاط 
واهتمام علماء الآثار ، كما أنها موقع هام لتعشيش آلاف من السلاحف البحرية.

## مواضيع متعلقة
- قلاع وحصون عمان